# Cladotanytarsus vanderwulpi
Cladotanytarsus vanderwulpi är en tvåvingeart som först beskrevs av Edwards 1929.  Cladotanytarsus vanderwulpi ingår i släktet Cladotanytarsus och familjen fjädermyggor. Arten är reproducerande i Sverige. Inga underarter finns listade i Catalogue of Life.